# Kalirejo (Talun)
Kalirejo is een bestuurslaag in het regentschap Pekalongan van de provincie Midden-Java, Indonesië. Kalirejo telt 2395 inwoners (volkstelling 2010).